# Ras El Ma
Ras El Ma (arabiska: رأس الماء) är en stad i Marocko. Den ligger i provinsen Nador och regionen Oriental, 400 km öster om huvudstaden Rabat. Antalet invånare var 7 580 vid folkräkningen 2014.